# Джеймс, Монтегю Родс
Монтегю Родс Джеймс (англ. Montague Rhodes James; 1 августа 1862, Кент — 12 июня 1936) — английский писатель, историк, специалист по средневековью, ректор Королевского колледжа в Кембридже (1905—1918 годы) и Итона (1918—1936), членкор Американской академии медиевистики (1926). Вошёл в историю мировой литературы как крупнейший мастер рассказа о привидениях.
В числе авторов, считавших себя учениками и последователями Джеймса, — Говард Ф. Лавкрафт, Джон Бетчеман, Кларк Эштон Смит, Стивен Кинг. Высокого мнения о мастерстве Джеймса-рассказчика был Х. Л. Борхес.

## Биография
Монтегю Роудс Джеймс (Montague Rhodes James) родился 1 августа 1862 года в Гуднестоуне (Кент, Англия) в семье англиканского священника Герберта Джеймса и Мэри-Эмили, урождённой Хортон, дочери морского офицера. Детство провёл в Саффолке, откуда родом были его родители. Действие многих его рассказов («Свистни, и я явлюсь тебе, мой мальчик», «Предостережение любопытствующему», «Крысы», «Виньетка») происходит в сельской местности Саффолка или в стенах Кембриджа, где он также жил в течение многих лет.
Джеймс полюбил литературу с раннего возраста; времяпрепровождение в библиотеке он предпочитал общению со сверстниками. Столь же замкнутый, «книжный» образ жизни он вёл в Итоне и кембриджском Королевском колледже, где получил должность ассистента в отделе классической археологии при Музее Фицуильяма. Уже вскоре после защиты диссертации на тему «Апокалипсис Св. Петра» (англ. The Apocalypse of St. Peter), он стал деканом университета.
Мистические рассказы Джеймса выходили в четырёх сборниках (первый из них, «Ghost Stories of an Antiquary», был опубликован в 1904 году), а под твердой обложкой впервые были собраны в 1931 году. Высочайшую оценку творчеству Джеймса дал Г. Ф. Лавкрафт, назвавший того обладателем «… почти дьявольского дара приближаться к ужасу мягкими шажками из самой гущи прозаической ежедневной жизни» (англ. ...gifted with an almost diabolic power of calling horror by gentle steps from the midst of prosaic daily life). Доктор Джеймс, писал он, «обладает ясным, научным знанием о человеческих нервах и психике; знает он и как распределить — прямые утверждения, образность и тонкие намёки, чтобы достичь наибольшего воздействия на читателя».
Стиль повествования, характерный для М. Р. Джеймса, получил название «джеймсианского». Рассказчик — как правило, ничем не примечательный, слегка наивный джентльмен научного склада ума, — обнаруживает рукопись или древний артефакт, который приводит его в соприкосновение с миром мертвых. При этом потусторонние силы настроены далеко не миролюбиво. «Важно, чтобы призрак был преисполнен самых недобрых намерений, — писал М. Р. Джеймс. — Добрым духам место в народных сказках и легендах, но никак не в моих рассказах».
По давней английской традиции большинство своих рассказов Джеймс готовил к Рождеству и читал их у камина, собирая друзей и близких. В середине 1990-х годов Би-би-си провела художественную инсценировку таких чтений: актёр Кристофер Ли в роли автора провел серию чтений в стенах Кембриджа — так же, как это делал Джеймс за 90 лет до этого. Любопытно, что сам будущий актёр имел возможность познакомиться с автором при его жизни — Ли учился в школе Саммер Филдс, подготовительной школе в Оксфорде, и подал заявку на стипендию в Итон, где его интервьюировали в присутствии профессора Джеймса.
Произведения Джеймса не раз адаптировались для радио и телевидения, в основном, в Великобритании, где он почитается наравне с классиками. BBC не раз готовила к Рождеству радиоадаптации рассказов Джеймса («A View from a Hill», «The Stalls Of Barchester Cathedral», «The Ash Tree», «Number 13», «A Warning To The Curious»). В 1980-х годах компания Argo Records выпустила серию из 4 двойных кассет, на которых рассказы Джеймса читает Майкл Хордерн. В 1990-х годах аналогичная кассетная серия (но с участием Найджела Ламберта была выпущена ISIS Audio Books.
Некоторые классические английские истории о приведениях были экранизированы телеканалом BBC. Наиболее популярны здесь были драмы «Whistle and I’ll Come to You» (1968, режиссёр Джонатан Миллер, в главной роли — Майкл Хордерн) и «A Warning to the Curious» (1972, режиссёр Лоуренс Гордон-Кларк, в главной роли — Питер Воуэн): обе выпущены на DVD (British Film Institute). В 1970 годы руководство BBC предложило режиссёру Лоуренсу Гордону Кларку снять небольшой сериал Ghost Stories по мотивам призрачных рождественских историй с опорой на творчество М. Р. Джеймса для ежегодного рождественского телеэфира. Творчество автора остается востребованным и сегодня: по одноимённым рассказам Джеймса в 2000 году вышел мини-сериал «Рождественские истории о привидениях» (Ghost Stories for Christmas), затем последовала новая серия небольших телефильмов «Вид с холма» (2005), «Номер 13» (2006), «Потерянные сердца» (2007), а также телефильм «Ты свистни — тебя не заставлю я ждать» (2010). По заказу BBC режиссёр Марк Гейтисс снял по одноимённым рассказам два короткометражных телефильма «Трактат Миддот» (2013) и «Участь Мартина» (2019). Однако наиболее известной киноадаптацией произведений Джеймса остается работа Жака Турнье «Ночь Демона» («Night of the Demon», в американской версии — «Curse of the Demon», 1957) по рассказу «Casting the Runes» (с элементами рассказа «A School Story»). Рассказ «Casting the Runes» в свободной форме также был экранизирован в телесериале «Mystery and Imagination» (Сезон 3, эпизод 1, 1968) и мультсериале «Экстремальные охотники за привидениями» (Сезон 1, эпизод 6, 1967). На театральной сцене это произведение было поставлено в июне 2006 года лидской труппой Pandemonium Theatre Company. В 2006—2007 годах Nunkie Theatre Company гастролировала по Великобритании и Ирландии со спектаклем «Приятный ужас» («A Pleasing Terror») по мотивам двух рассказов Джеймса: «Canon Alberic’s Scrap-book» и «The Mezzotint».

## Сборники рассказов
- Ghost Stories of an Antiquary (1904)
- More Ghost Stories (1911)
- A Thin Ghost and Others (1919)
- A Warning to the Curious and Other Ghost Stories (1925)
- отдельный рассказ — Wailing Well (1928)
- полное собрание — The Collected Ghost Stories of M. R. James (1931)

## Научные работы
- Apocrypha Anecdota (1893—1897)
- A Descriptive Catalogue Of The Manuscripts In The Library Of Corpus Christi College Cambridge (1912)
- The Biblical Antiquities of Philo (1917)
- The Wanderings and Homes of Manuscripts (1919)
- Henry the Sixth: A Reprint of John Blacman’s Memoir (1919)
- The Lost Apocrypha of the Old Testament (1920)
- The Apocryphal New Testament (1924)

## Путевые заметки
- Travel Abbeys (1926)
- Suffolk and Norfolk (1930)

## Детская литература
- The Five Jars (1920)
- Forty-Two Stories, by Hans Christian Andersen (перевод и предисловие М. Р. Джеймса, 1930)

## Кассеты с рассказами Джеймса
- Ghost Stories (Argo Records1982)
- More Ghost Stories (Argo Records1984)
- A Warning to the Curious (Argo Records1985)
- No. 13 and Other Ghost Stories (Argo Records1988)
- A Warning to the Curious and Other Tales (ISIS Audio Books: 4 кассеты, 6 рассказов, 1992)
- Ghost Stories of an Antiquary (ISIS Audio Books: 3 кассеты, 8 рассказов, 1992).

## Мемуары
- Eton and King’s, Recollections Mostly Trivial, 1875—1925, Cambridge University Press, 1925. ISBN 978-1-108-03053-3.